# Бретя-Мурешане
Бретя-Мурешане (рум. Bretea Mureșană) — село у повіті Хунедоара в Румунії. Входить до складу комуни Ілія.
Село розташоване на відстані 313 км на північний захід від Бухареста, 16 км на північний захід від Деви, 115 км на південний захід від Клуж-Напоки, 116 км на схід від Тімішоари.

## Населення
За даними перепису населення 2002 року у селі проживали 653 особи, з них 649 осіб (99,4%) румунів. Рідною мовою 650 осіб (99,5%) назвали румунську.